# Svarttjärnet (Älgå socken, Värmland)
Svarttjärnet är en sjö i Arvika kommun i Värmland och ingår i Göta älvs huvudavrinningsområde. Sjöns area är 0,029 kvadratkilometer och den befinner sig 234 meter över havet.